# Lons
Lons es una comuna francesa de la región de Aquitania en el departamento de Pirineos Atlánticos. Esta localidad comprende las pedanías de  Le Bourg, Le Perlic, Le Pesqué, Le Mail y Le Tonquin.
El topónimo Lons fue mencionado por primera vez en el siglo XI con el nombre de Lod.

## Demografía
| 778                       | 805 | 799 | 887 | 910 | 912 | 891 | 915 | 936 | 962 | 885 | 873 | 902 | 905 | 922 | 907 | 881 | 945 | 946 | 990 | 1 060 | 896 | 1 003 | 1 260 | 1 378 | 1 490 | 2 446 | 2 321 | 2 980 | 3 365 | 6 717 | 9 254 | 11 154 | 11 799 | 11 926 |
| (Fuente: Cassini e INSEE) |     |     |     |     |     |     |     |     |     |     |     |     |     |     |     |     |     |     |     |       |     |       |       |       |       |       |       |       |       |       |       |        |        |        |